# Guilhermina da Prússia, Rainha dos Países Baixos
Frederica Luísa Guilhermina da Prússia (Potsdam, 18 de novembro de 1774 – Haia, 12 de outubro de 1837) foi a esposa do rei Guilherme I e Rainha Consorte dos Países Baixos e Grã-Duquesa Consorte de Luxemburgo de 1815 até sua morte. Era filha do rei Frederico Guilherme II da Prússia com sua segunda esposa Frederica Luísa de Hesse-Darmstadt.

## Família
Os seus pais eram Frederico Guilherme II da Prússia e Frederica Luísa de Hesse-Darmstadt. Seus avós paternos eram o príncipe Augusto Guilherme da Prússia e a duquesa Luísa de Brunsvique-Volfembutel. Seus avós maternos eram o conde Luís IX, Conde de Hesse-Darmstadt e a condessa Carolina do Palatinado-Zweibrücken.
Guilhermina, sendo a quarta criança nascida dos pais, teve sete irmãos, dos quais um nasceu morto. Eram eles: a princesa Frederica Carlota da Prússia, duquesa consorte de York e Albany, o rei Frederico Guilherme III da Prússia, a princesa Cristina, o princípe Luís Carlos da Prússia, a princesa Augusta da Prússia, eleitora consorte de Hesse-Cassel, o princípe Henrique da Prússia e o princípe Guilherme da Prússia.

## Biografia

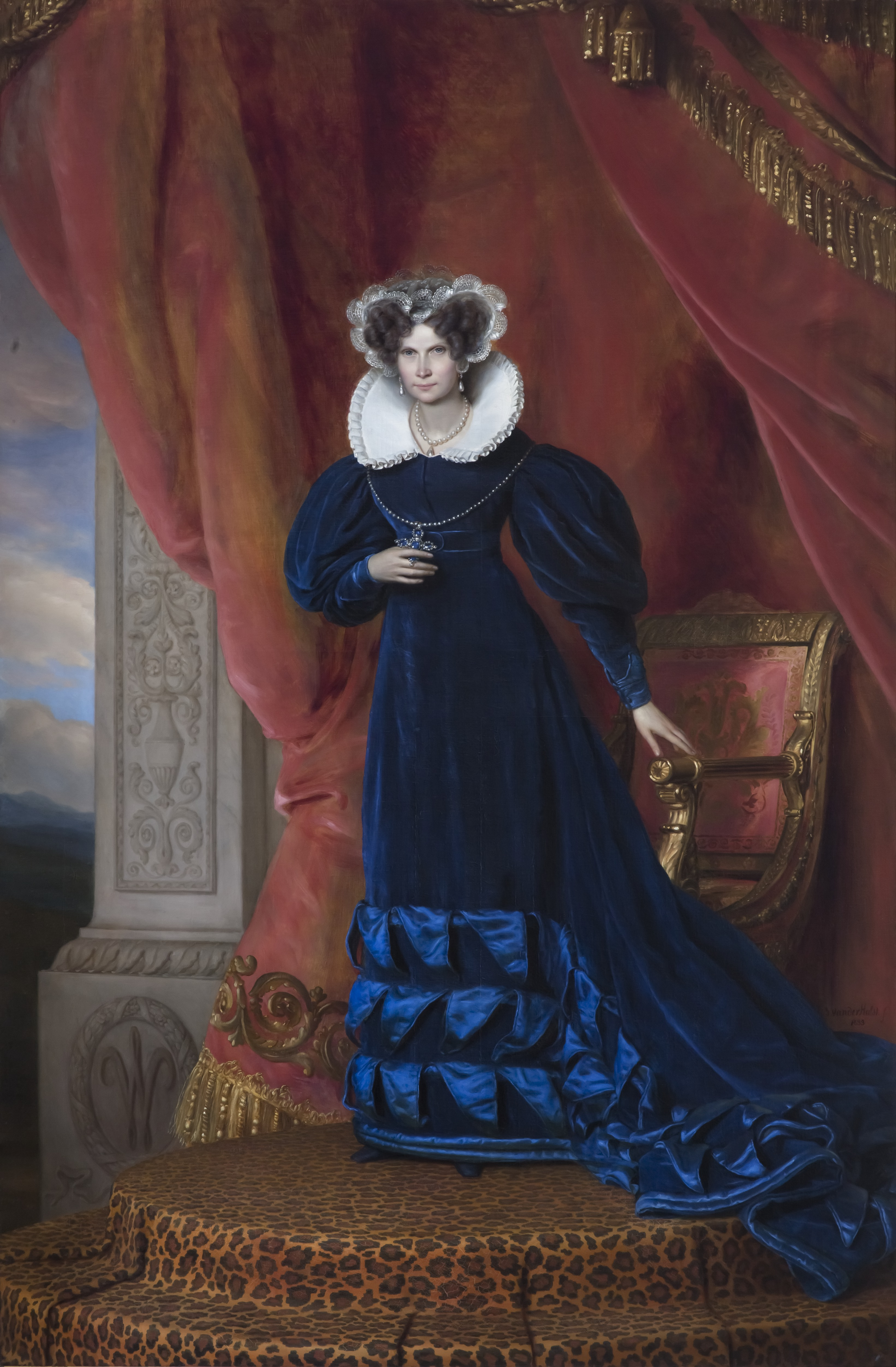
Retrato de 1833 por Jean-Baptiste Van der Hulst.

A princesa se casou com o futuro rei Guilherme, em Berlim, no dia 1 de outubro de 1791. Ele era filho de Guilherme V, Príncipe de Orange e de Guilhermina da Prússia. O casamento ocorreu como parte de uma aliança entre as casas de Hohenzollern e de Orange-Nassau, mas apesar disso a união foi feliz. A residência do casal era o Palácio Noordeinde, em Haia. 
Com a invasão dos franceses em 1795, a família foi obrigada a se exilar, primeiramente na Inglaterra, e a partir de 1796, em Berlim. Em 1806, ela se mudou para a Polônia, apenas retornando a Haia em 1814.
Guilhermina se tornou rainha dos Países Baixos em 16 de março de 1815, quando da ascensão do marido. Ela era modesta, não sendo uma rainha ativa politicamente. A rainha era uma estudante de artes, e apoiava artistas.

## Morte
Guilhermina morreu em 12 de outubro de 1837, no Palácio Noordeinde, e foi enterrada em Nieuwe Kerk em Delft, assim como o marido, que morreu em 1843.
Após sua morte, o rei Guilherme se casou morganaticamente com Henriqueta d'Oultremont, que tinha sido dama de companhia da rainha Guilhermina, porém não teve mais filhos.

## Filhos
O casal teve seis filhos:
1. Guilherme II dos Países Baixos (6 de dezembro de 1792 - 17 de março de 1849), sucessor do pai como rei, foi marido de Ana Pavlovna da Rússia, com descendência;
2. Filho natimorto (18 de agosto de 1895);
3. Frederico dos Países Baixos 28 de fevereiro de 1797 – 8 de setembro de 1881), príncipe de Orange-Nassau, marido de Luísa da Prússia, com descendência;
4. Paulina de Orange-Nassau (1 de março de 1800 - 22 de dezembro de 1806);
5. Filho natimorto (30 de agosto de 1806);
6. Mariana dos Países Baixos (9 de maio de 1810 - 29 de maio de 1883), princesa da Prússia como esposa de Alberto da Prússia, com descendência.

## Genealogia
| Guilhermina da Prússia | Pai: Frederico Guilherme II da Prússia         | Avô paterno: Augusto Guilherme da Prússia              | Bisavô paterno: Frederico Guilherme I da Prússia                     |
| Guilhermina da Prússia | Pai: Frederico Guilherme II da Prússia         | Avô paterno: Augusto Guilherme da Prússia              | Bisavó paterna: Sofia Doroteia de Hanôver                            |
| Guilhermina da Prússia | Pai: Frederico Guilherme II da Prússia         | Avó paterna: Luísa de Brunsvique-Volfembutel           | Bisavô paterno: Fernando Alberto II, Duque de Brunsvique-Volfembutel |
| Guilhermina da Prússia | Pai: Frederico Guilherme II da Prússia         | Avó paterna: Luísa de Brunsvique-Volfembutel           | Bisavó paterna: Antónia Amália de Brunsvique-Volfembutel             |
| Guilhermina da Prússia | Mãe: Isabel Cristina de Brunsvique-Volfembutel | Avô materno: Carlos I, Duque de Brunsvique-Volfembutel | Bisavô materno: Fernando Alberto II, Duque de Brunsvique-Volfembutel |
| Guilhermina da Prússia | Mãe: Isabel Cristina de Brunsvique-Volfembutel | Avô materno: Carlos I, Duque de Brunsvique-Volfembutel | Bisavó materna: Antónia Amália de Brunsvique-Volfembutel             |
| Guilhermina da Prússia | Mãe: Isabel Cristina de Brunsvique-Volfembutel | Avó materna: Filipina Carlota da Prússia               | Bisavô materno: Frederico Guilherme I da Prússia                     |
| Guilhermina da Prússia | Mãe: Isabel Cristina de Brunsvique-Volfembutel | Avó materna: Filipina Carlota da Prússia               | Bisavó materna: Sofia Doroteia de Hanôver                            |